# Sympycnus inaequalis
Sympycnus inaequalis är en tvåvingeart som beskrevs av Van Duzee 1930. Sympycnus inaequalis ingår i släktet Sympycnus och familjen styltflugor.
Artens utbredningsområde är Kalifornien. Inga underarter finns listade i Catalogue of Life.